# Ребров, Николай Андреевич
Николай Андреевич Ребров (род. 10 января 1937 года) — начальник цеха авиационно-технической базы Саратовского объединенного авиационного отряда Приволжского управления гражданской авиации Министерства г ажданской авиации СССР. Герой Социалистического Труда (1973), награждён орденом Ленина (1973) и медалями.

## Биография
Родился Николай Андреевич 10 января 1937 года в селе Беседино Пономарёвского района Оренбургской области в семье крестьянина. У Николая Реброва в школе был первый учитель лётчик-фронтовик, который и привил любовь к авиации. В 1955 году Николай окончил школу с серебряной медалью и поступил в Куйбышевский авиационный институт, где занимался в аэроклубе, сделал несколько прыжков с парашютом. Окончил институт Николай Андреевич в 1961 году по специальности «Техническая эксплуатация самолетов и авиадвигателей».
После окончания Куйбышевского авиационного института в апреле 1961 года Николай Андреевич был направлен в Саратовский объединенный авиационный отряд Приволжского управления гражданской авиации. Работал мотористом участка обслуживания самолетов, потом стал механиком, позже Николай Андреевич работал начальником смены, которая выпускала самолёты в полет, затем был руководителем участка легкомоторной авиации.
Николаю Андреевичу Реброву 19 февраля 1973 года было присвоено звание Героя Социалистического Труда с вручением ордена Ленина и золотой медали «Серп и Молот» за выдающиеся достижения в выполнении плановых заданий по авиаперевозкам, применению авиации в народном хозяйстве страны и освоению новой авиационной техники.
Николай Андреевич занимал должность главного инженера лётной эксплуатационно-ремонтной мастерской Саратовского авиапредприятии, был заместителем директора по инженерно-авиационной службе.
Ребров Николай Андреевич был депутатом районного и городского Советов народных депутатов.
В настоящее время проживает в городе Саратов.

## Награды
- Медаль «Серп и Молот» (1973);
- Орден Ленина (1973);
- медали.